# Selección de fútbol sala de España

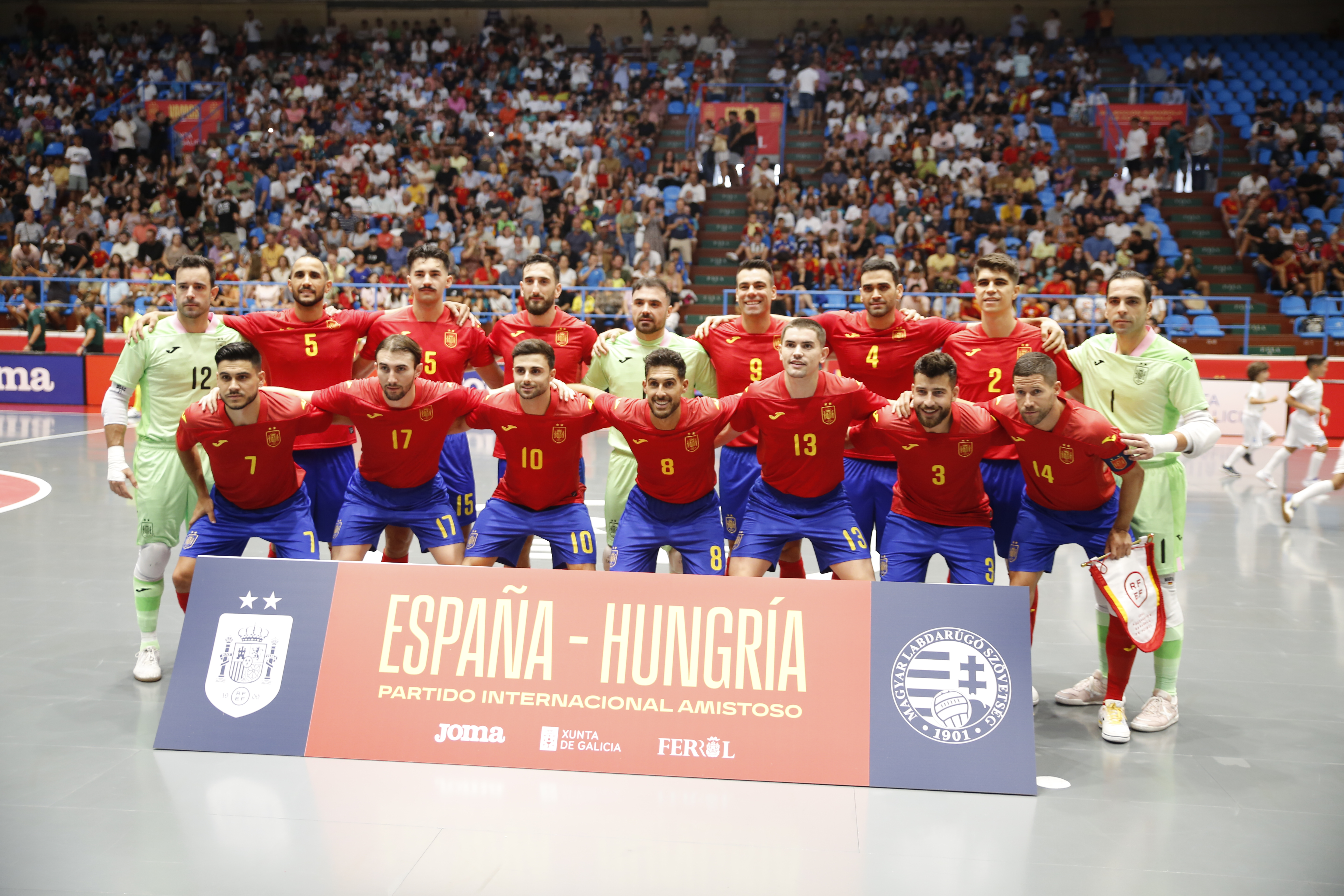
Selección de fútbol sala de España en 2024.

La selección de fútbol sala de España es el equipo formado por jugadores de nacionalidad española, que representa a España a través de la Real Federación Española de Fútbol que la dirige desde su constitución en 1982, en las competiciones oficiales organizadas por la Unión Europea de Asociaciones de Fútbol (UEFA) y la Federación Internacional de Asociaciones de Fútbol (FIFA). Disputó su primer partido el 2 de abril de 1982 frente a la selección italiana, en el primer partido correspondiente al «I Torneo 4 Naciones» celebrado en los Países Bajos, donde España se impuso a los transalpinos por 2–4, en lo que fue su primera aparición internacional.
España es bicampeona mundial y heptacampeona europea, siendo la mayor potencia del fútbol sala europeo, y después de Brasil, la selección más laureada de la historia. A nivel de competiciones FIFA, el combinado español ha participado en las nueve ediciones disputadas de la Copa del Mundo, siendo la anfitriona en la edición de 1996, disputada en el Palau Sant Jordi de Barcelona. Se ha proclamado campeona mundial en 2000 y 2004, y tres veces subcampeona en 1996, 2008 y 2012.
A nivel continental de competiciones UEFA, ha participado en las once ediciones disputadas de la Eurocopa, de las que fue organizadora en las dos primeras, de 1996 y 1999. Ha sido campeona continental siete veces, en 1996, 2001, 2005, 2007, 2010, 2012 y 2016, siendo subcampeona en 1999 y 2018, no alcanzando la final únicamente en las ediciones de 2003 y 2014, donde fue eliminada en semifinales.

## Historial

### Copa Mundial de Futsal FIFA
| Desempeño en la Copa Mundial | Desempeño en la Copa Mundial | Desempeño en la Copa Mundial | Desempeño en la Copa Mundial | Desempeño en la Copa Mundial | Desempeño en la Copa Mundial | Desempeño en la Copa Mundial | Desempeño en la Copa Mundial | Desempeño en la Copa Mundial |
| Año                          | Resultado                    | Posición                     | J                            | G                            | E                            | P                            | GF                           | GC                           |
| ---------------------------- | ---------------------------- | ---------------------------- | ---------------------------- | ---------------------------- | ---------------------------- | ---------------------------- | ---------------------------- | ---------------------------- |
| 1989                         | Primera fase                 | 9° de 16                     | 3                            | 2                            | 0                            | 1                            | 14                           | 9                            |
| 1992                         | Tercer puesto                | 3° de 16                     | 8                            | 5                            | 1                            | 2                            | 42                           | 35                           |
| 1996                         | Subcampeón                   | 2° de 16                     | 8                            | 7                            | 0                            | 1                            | 34                           | 12                           |
| 2000                         | Campeón                      | 1° de 16                     | 8                            | 8                            | 0                            | 0                            | 41                           | 8                            |
| 2004                         | Campeón                      | 1° de 16                     | 8                            | 6                            | 1                            | 1                            | 30                           | 7                            |
| 2008                         | Subcampeón                   | 2° de 20                     | 9                            | 7                            | 2                            | 0                            | 29                           | 11                           |
| 2012                         | Subcampeón                   | 2° de 24                     | 7                            | 5                            | 1                            | 1                            | 31                           | 13                           |
| 2016                         | Cuartos de final             | 5° de 24                     | 5                            | 4                            | 0                            | 1                            | 20                           | 14                           |
| 2021                         | Cuartos de final             | 6° de 24                     | 5                            | 4                            | 0                            | 1                            | 19                           | 9                            |
| 2024                         | Octavos de final             | 11° de 24                    | 4                            | 2                            | 1                            | 1                            | 17                           | 4                            |
| Total                        | 10/10                        | 2°                           | 65                           | 50                           | 6                            | 9                            | 277                          | 122                          |

### Eurocopa de fútbol sala
| Desempeño en la Eurocopa | Desempeño en la Eurocopa | Desempeño en la Eurocopa | Desempeño en la Eurocopa | Desempeño en la Eurocopa | Desempeño en la Eurocopa | Desempeño en la Eurocopa | Desempeño en la Eurocopa | Desempeño en la Eurocopa |
| Año                      | Resultado                | Posición                 | J                        | G                        | E                        | P                        | GF                       | GC                       |
| ------------------------ | ------------------------ | ------------------------ | ------------------------ | ------------------------ | ------------------------ | ------------------------ | ------------------------ | ------------------------ |
| 1996                     | Campeón                  | 1° de 6                  | 4                        | 3                        | 1                        | 0                        | 13                       | 7                        |
| 1999                     | Subcampeón               | 2° de 8                  | 5                        | 4                        | 1                        | 0                        | 17                       | 7                        |
| 2001                     | Campeón                  | 1° de 8                  | 5                        | 5                        | 0                        | 0                        | 19                       | 5                        |
| 2003                     | Tercer puesto            | 3° de 8                  | 4                        | 1                        | 2                        | 1                        | 8                        | 6                        |
| 2005                     | Campeón                  | 1° de 8                  | 5                        | 4                        | 0                        | 1                        | 15                       | 7                        |
| 2007                     | Campeón                  | 1° de 8                  | 5                        | 3                        | 2                        | 0                        | 16                       | 7                        |
| 2010                     | Campeón                  | 1° de 12                 | 5                        | 4                        | 1                        | 0                        | 27                       | 5                        |
| 2012                     | Campeón                  | 1° de 12                 | 5                        | 5                        | 0                        | 0                        | 20                       | 7                        |
| 2014                     | Tercer puesto            | 3° de 12                 | 5                        | 3                        | 1                        | 1                        | 26                       | 12                       |
| 2016                     | Campeón                  | 1° de 12                 | 5                        | 5                        | 0                        | 0                        | 27                       | 11                       |
| 2018                     | Subcampeón               | 2° de 12                 | 5                        | 2                        | 2                        | 1                        | 13                       | 12                       |
| 2022                     | Tercer puesto            | 3° de 16                 | 6                        | 4                        | 1                        | 1                        | 26                       | 8                        |
| 2026                     | Clasificado              | Clasificado              | Clasificado              | Clasificado              | Clasificado              | Clasificado              | Clasificado              | Clasificado              |
| Total                    | 12/12                    | 1°                       | 59                       | 43                       | 11                       | 5                        | 227                      | 94                       |

### Finalissima de Futsal
| Desempeño en la Finalissima | Desempeño en la Finalissima | Desempeño en la Finalissima | Desempeño en la Finalissima | Desempeño en la Finalissima | Desempeño en la Finalissima | Desempeño en la Finalissima | Desempeño en la Finalissima | Desempeño en la Finalissima |
| Año                         | Resultado                   | Posición                    | J                           | G                           | E                           | P                           | GF                          | GC                          |
| --------------------------- | --------------------------- | --------------------------- | --------------------------- | --------------------------- | --------------------------- | --------------------------- | --------------------------- | --------------------------- |
| 2022                        | Subcampeón                  | 2° de 4                     | 2                           | 1                           | 1                           | 0                           | 4                           | 1                           |
| Total                       | 1/1                         | 2°                          | 2                           | 1                           | 1                           | 0                           | 4                           | 1                           |

### Otros campeonatos
- Grand Prix de Futsal: (1)
- Mundialito de Fútbol Sala: (2)
- Campeonato Mundial de la AMF: (1) , (1)
- Campeonato Europeo de Futsal: (1) , (2) , (1)

## Historial categorías juveniles
| Desempeño en la Eurocopa Sub-19 | Desempeño en la Eurocopa Sub-19 | Desempeño en la Eurocopa Sub-19 | Desempeño en la Eurocopa Sub-19 | Desempeño en la Eurocopa Sub-19 | Desempeño en la Eurocopa Sub-19 | Desempeño en la Eurocopa Sub-19 | Desempeño en la Eurocopa Sub-19 | Desempeño en la Eurocopa Sub-19 |
| Año                             | Resultado                       | Posición                        | J                               | G                               | E                               | P                               | GF                              | GC                              |
| ------------------------------- | ------------------------------- | ------------------------------- | ------------------------------- | ------------------------------- | ------------------------------- | ------------------------------- | ------------------------------- | ------------------------------- |
| 2019                            | Campeón                         | 1° de 8                         | 5                               | 5                               | 0                               | 0                               | 24                              | 3                               |
| 2022                            | Campeón                         | 1° de 8                         | 5                               | 4                               | 1                               | 0                               | 33                              | 7                               |
| 2023                            | Subcampeón                      | 2° de 8                         | 5                               | 2                               | 1                               | 2                               | 16                              | 18                              |

## Partidos históricos
- 2 de abril de 1982: Lindenberg (Holanda). Italia–España (2-4). I Torneo 4 Naciones. Primer partido de la selección nacional de fútbol sala.
- 6 de enero de 1989: Leeuwarden (Holanda). Arabia Saudita–España (2-8). Debut en un Mundial.
- 8 de enero de 1996: Córdoba (España). España–Bélgica (2-1). Debut en una Eurocopa.
- 14 de enero de 1996: Córdoba (España). España–Rusia (5-3). Primer campeonato de Europa.
- 8 de diciembre de 1996: Barcelona (España). España–Brasil (4-6). Subcampeones del mundo.

- 28 de febrero de 1999: Granada (España). España–Rusia (3-3). Subcampeones de Europa al perder por penaltis.
- 3 de diciembre de 2000: Ciudad de Guatemala (Guatemala). España–Brasil (4-3). Primer campeonato del mundo.
- 28 de febrero de 2001: Moscú (Rusia). España–Ucrania (2-1). Bicampeones de Europa.
- 5 de diciembre de 2004: Taipéi (China Taipéi). España–Italia (2-1). Bicampeones del mundo.
- 20 de febrero de 2005: Ostrava (República Checa). España–Rusia (2-1). Tricampeones de Europa.
- 25 de noviembre de 2007: Gondomar (Portugal). España–Italia (3-1). Tetracampeones de Europa.
- 19 de octubre de 2008: Río de Janeiro (Brasil). España–Brasil (2-2). Subcampeones del mundo al perder por penaltis.
- 30 de enero de 2010: Debrecen (Hungría). España–Portugal (4-2). Pentacampeones de Europa.
- 11 de febrero de 2012: Zagreb (Croacia). Rusia–España (1-3). Hexacampeones de Europa.
- 18 de noviembre de 2012: Bangkok (Tailandia). España–Brasil (2-3). Subcampeones del mundo al perder en la prórroga.[4]
- 13 de febrero de 2016: Belgrado (Serbia). Rusia–España (3-7). Heptacampeones de Europa.
- 9 de febrero de 2018: Liubliana (Eslovenia). Portugal-España (3-2). Subcampeones de Europa al perder en la prórroga.

## Seleccionadores
Actualizado al último partido jugado el 24 de septiembre de 2016.,
| Entrenadores         | Período   | Partidos | Ganados | Empatados | Perdidos | Goles a favor | Goles en contra | % Victorias |
| -------------------- | --------- | -------- | ------- | --------- | -------- | ------------- | --------------- | ----------- |
| Teodoro Nieto        | 1982-1989 | 35       | 20      | 5         | 10       | 108           | 89              | 57%         |
| Felipe Ojeda "Trona" | 1990-1991 | 16       | 5       | 4         | 7        | 61            | 65              | 31%         |
| Fernández Doforno    | 1994      | 5        | 3       | 0         | 2        | 28            | 19              | 60%         |
| Javier Lozano        | 1991-2007 | 201      | 174     | 15        | 12       | 1043          | 296             | 86%         |
| José Venancio López  | 2007-2018 | 178      | 157     | 16        | 5        | 947           | 211             | 88%         |
| Fede Vidal           | 2018-2024 | 10       | 7       | 1         | 2        | 48            | 9               | 70%         |
| Jesús Velasco        | 2024-     |          |         |           |          |               |                 |             |
| TOTAL ESPAÑA         | 1982-2016 | 445      | 366     | 41        | 38       | 2235          | 689             | 65%         |

## Jugadores
Convocatoria para los partidos amistosos contra Alemania los días 4 y 6 de febrero de 2024.
| Dorsal | Jugador       | Posición   | Edad    | Equipo                       |
| ------ | ------------- | ---------- | ------- | ---------------------------- |
| 1      | Jesús Herrero | Portero    | 38 años | Movistar Inter               |
| 12     | Chemi         | Portero    | 33 años | Jimbee Cartagena             |
| 5      | Boyis         | Cierre     | 34 años | Viña Albali Valdepeñas       |
| 7      | Raya          | Cierre     | 26 años | Movistar Inter               |
| 4      | Tomaz         | Cierre     | 33 años | Jimbee Cartagena             |
| 2      | Antonio Pérez | Ala-cierre | 24 años | Barça                        |
| 13     | Mellado       | Ala-cierre | 32 años | Jimbee Cartagena             |
| 8      | Adolfo        | Ala        | 32 años | Barça                        |
|        | Chino         | Ala        | 33 años | Jaén Paraíso Interior        |
| 16     | Cortés        | Ala        | 29 años | Quesos el Hidalgo Manzanares |
| 9      | Paniagua      | Ala        | 25 años | Servigroup Peñíscola         |
| 15     | César         | Ala        | 26 años | Jaén Paraíso Interior        |
| 14     | Raúl Campos   | Ala-pívot  | 36 años | Quesos el Hidalgo Manzanares |
| 6      | Raúl Gómez    | Ala-pívot  | 28 años | Movistar Inter               |
| 17     | Pablo         | Pívot      | 22 años | Jimbee Cartagena             |
| 10     | Gordillo      | Pívot      | 22 años | Mallorca Palma Futsal        |

## Distinciones
| Distinción                                                     | Año  |
| -------------------------------------------------------------- | ---- |
| Placa de Oro – Real Orden del Mérito Deportivo                 | 2006 |
| Galardón                                                       | Año  |
| Premio Nacional del Deporte «Mejor Selección Española del año» | 2001 |

## Jugadores con más partidos
- Carlos Ortiz 215 (2007-2022)
- Juanjo Angosto 186 (2006-Actualidad)
- Kike Boned 180 (1998-2013)
- Luis Amado 179 (1998-2013)
- Javi Rodríguez 171 (1995-2010)
- Jordi Torras 135 (2002-2014)
- Lin 130 (2007-Actualidad)
- Raúl Campos 136 (2013-2024)
- Álvaro Aparicio 121 (2001-2012)
- Andreu Linares 117 (1997-2009)
- Daniel Ibañes 117 (1999-2010)
- Julio García Mera 115 (1994-2005)
- Borja Blanco 114 (2006-Actualidad)
- Pola 109 (2010-Actualidad)
- Jesús Herrero 111 (2010-Actualidad)
- Aicardo 104 (2010-Actualidad)
- Fernandao 102 (2008-2016)
- Sergio Lozano 102 (2012-Actualidad)
- Javi Sánchez 100 (1993-2003)
- Cristian 100 (2004-2013)
- Rafa Usín 100 (2010-Actualidad)
- Miguelín 100 (2011-Actualidad)
- Jesús Clavería 99 (1992-2002)
- Javi Lorente 96 (1987-1998)
- Adolfo 96

## Categorías inferiores
Selección Sub-19
- Europeo Sub-19:
  -  Campeón (2): 2019, 2022
  -  Subcampeón (1): 2023